# Falmer Stadium
Falmer Stadium (od nazwy sponsora American Express Community Stadium lub The Amex) – stadion piłkarski w Falmer, położony 6 km na północny wschód od Brighton w Anglii. Swoje mecze rozgrywa na nim klub piłkarski Brighton & Hove Albion. Budowę obiektu rozpoczęto w grudniu 2008 roku. Otwarcie nastąpiło w lipcu 2011.
Stadion posiada 30 750 miejsc siedzących.
Pierwszy mecz ligowy zespół Brighton & Hove Albion rozegrał 6 sierpnia 2011 roku; przeciwnikiem była drużyna Doncaster Rovers. Spotkanie obejrzało 20 219 widzów. W meczu 3. rundy Pucharu Ligi, gdzie przeciwnikiem był Liverpool, padł rekord frekwencji – 21 897 widzów.
Rozgrywane są na nim również spotkania rugby union, a jego debiutem w tej roli był w roku 2015 mecz Pucharu Sześciu Narodów U-20. Obiekt został wytypowany do goszczenia spotkań Pucharu Świata w Rugby 2015.

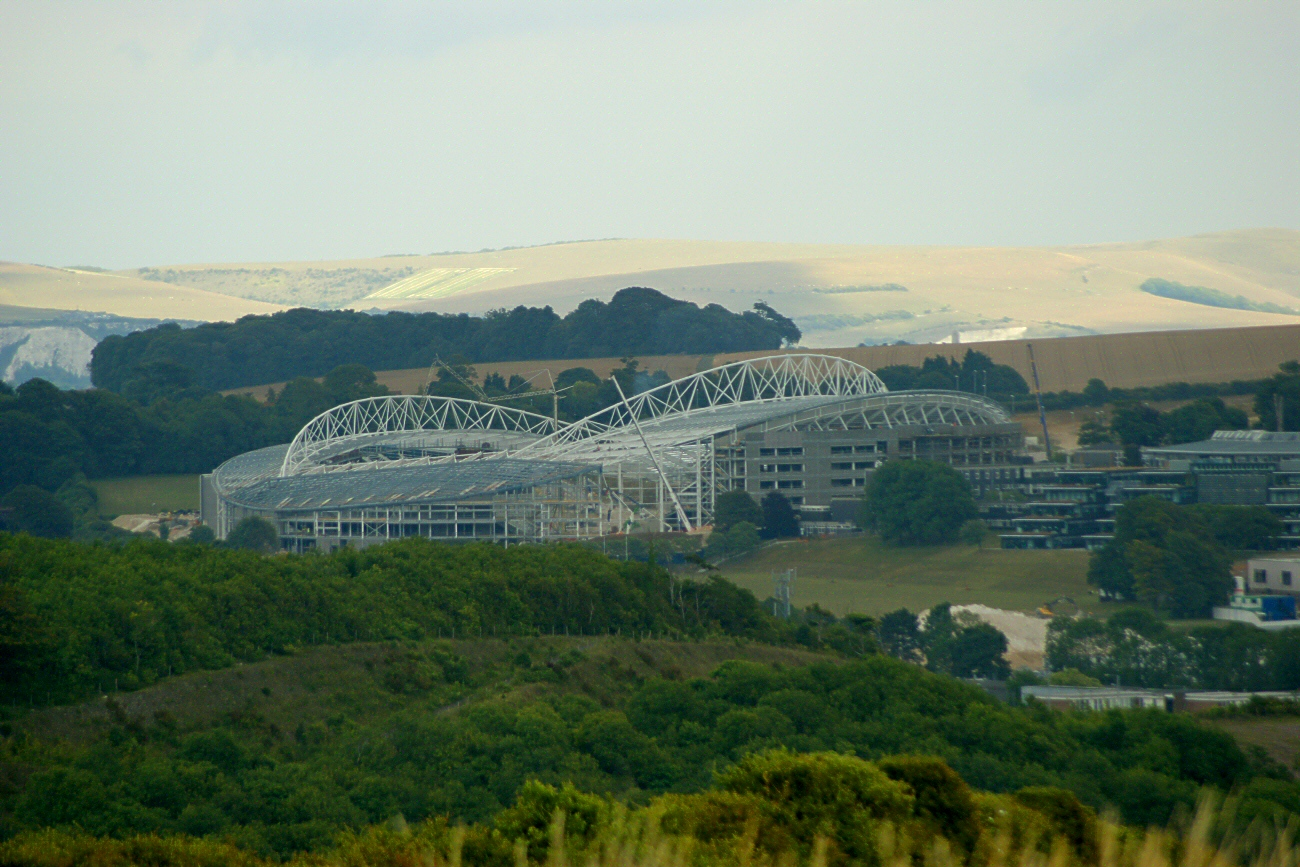
Stadion w czasie budowy (2010)
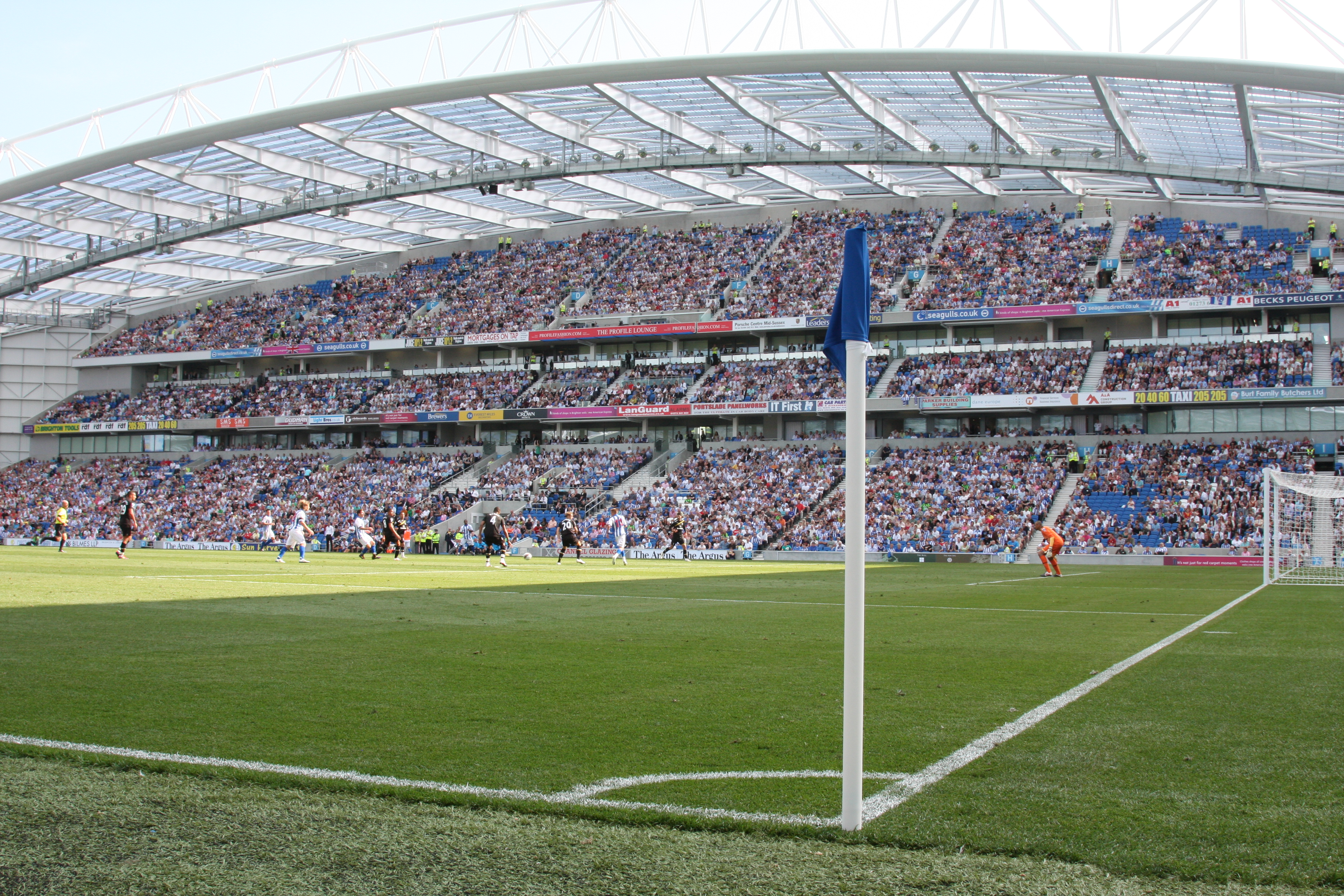
Trzykondygnacyjna główna trybuna
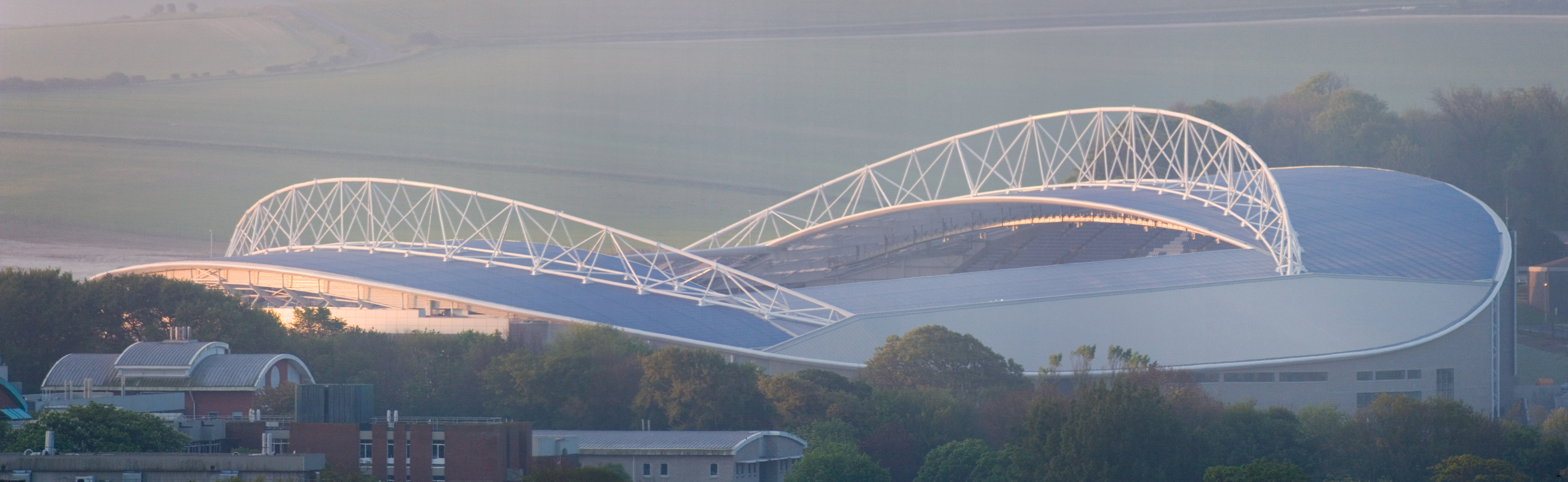
Widok z zewnątrz
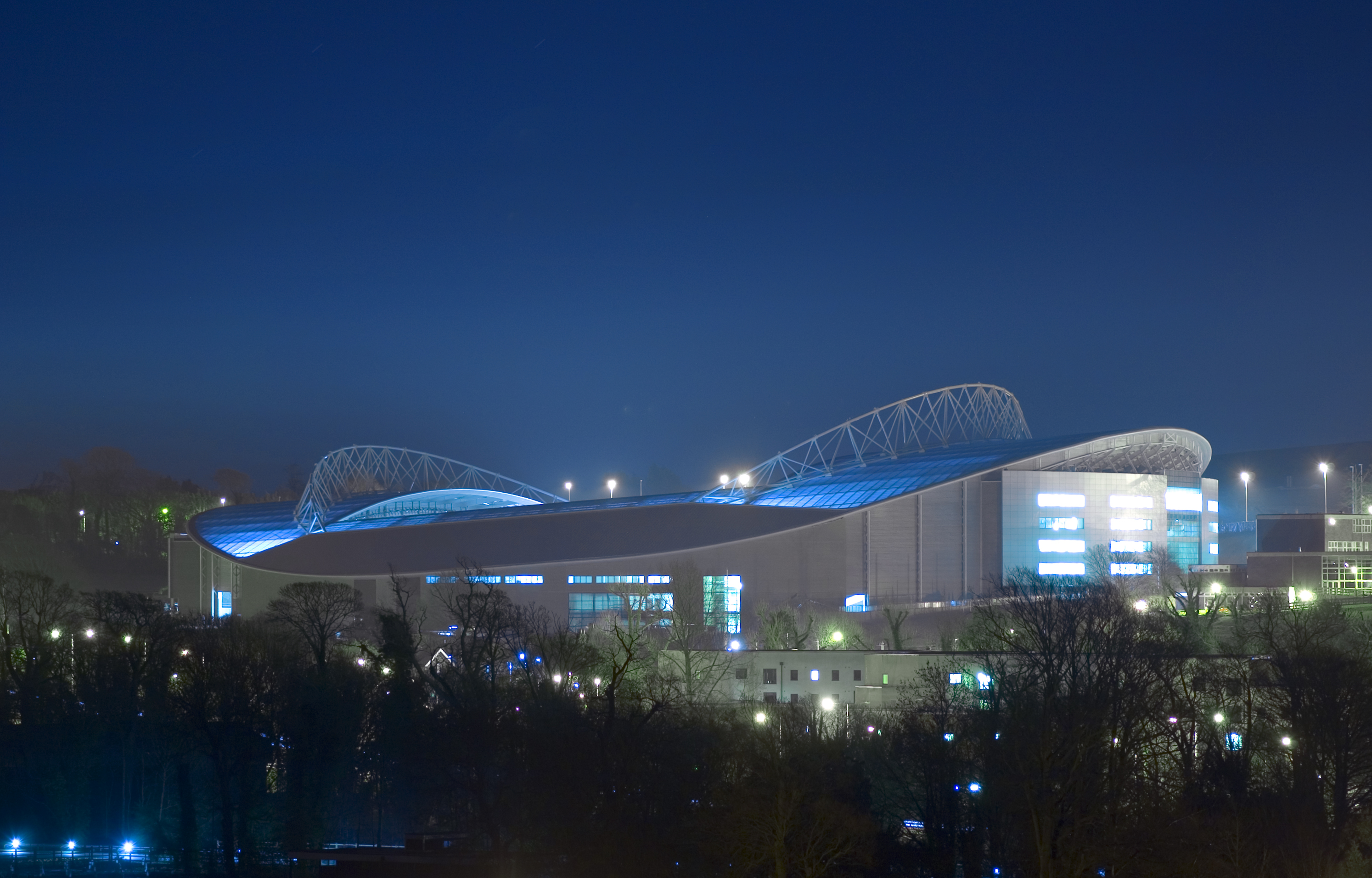
Podświetlenie stadionu w nocy

## Panorama

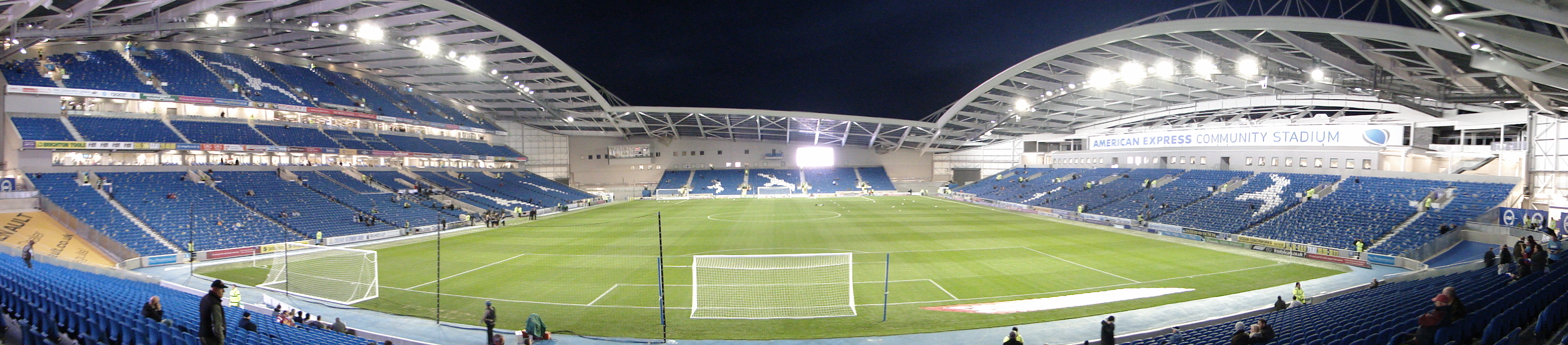
Wewnętrzna panorama stadionu Falmer